# Головний інформаційно-обчислювальний центр ПАТ «Українська залізниця»
Філія «Головний інформаційно-обчислювальний центр»  акціонерного товариства «Українська залізниця» (ГІОЦ Укрзалізниці) займається впровадженням та експлуатацією автоматизованих систем, наданням інформаційних послуг підприємствам залізничного транспорту та клієнтам залізниць України, а також підтримкою та розвитком мережі передачі даних Укрзалізниці.

## Історія
В листопаді 1993 згідно з наказами Міністерства транспорту України та Державної адміністрації залізничного транспорту України, було створено центр. 18 січня 1994 — Старокиївською районною державною адміністрацією м. Києва затверджений Статут ГІОЦ.  
В 1994 ГІОЦ впровадив автоматизований контроль за транзитними перевезеннями на залізницях. Фахівці підприємства брали участь у розподілі вагонного і контейнерного парку колишнього СРСР та створенні системи взаєморозрахунків за користування вагонами країн СНД та Балтії.
З 01.06.2016 р. наказом АТ «Укрзалізниця» № 232 від 31.03.2016, виробничі підрозділи ІОЦ залізниць було приєднано до головного інформаційно-обчислювального центру, та змінено їх назви на виробничий підрозділ «... відділення» філії «ГІОЦ» АТ «Укрзалізниця» (відповідно до територіального розташування)

## Сучасність
Штат становить 345 співробітників.
Щоденно [коли?] в автоматизованих системах, які експлуатує ГІОЦ, обробляється понад 2 гігабайти інформації, а загальний обсяг інформаційних баз — майже 10 терабайт. 
На підприємстві функціонують 400 одиниць обчислювальної техніки, в тому числі чотири унікальних в Україні мейнфрейми. 
ГІОЦ з’єднаний із шістьма інформаційно-обчислювальними центрами залізниць України окремими виділеними каналами зв’язку, а у рамках проекту «ИНФОСЕТЬ-21» — з обчислювальними центрами всіх залізничних адміністрацій країн СНД і Балтії. 
Ведуться роботи щодо організації інформаційного обміну з залізницями сусідніх держав  Центральної Європи.
Найважливіші інформаційно-телекомунікаційні системи:
- автоматизована система управління пасажирськими перевезеннями, яка забезпечує бронювання місць та продаж квитків на пасажирські поїзди;
- вагонна і контейнерна модель України, що дає змогу контролювати рух усіх об’єктів залізницями держави;
- офіційний вебсайт Укрзалізниці;
- інтранет портал УЗ — система надання оперативної звітності за основними показниками діяльності УЗ;
- відомча електронна пошта на платформі Lotus Notes та система корпоративного електронного документообігу СКЕДО УЗ;
- акредитований центр сертифікації ключів електронного цифрового підпису АЦСК УЗ;
- архів електронних документів залізничного транспорту — АЕДО УЗ;
- автоматизована система залізничного транспорту України для забезпечення взаємодії з вантажовласниками у процесі оформлення та обробки електронних перевізних документів - АС КЛІЄНТ УЗ.
- система розрахунків за вантажні перевезення;
- електронна картотека вагонів і контейнерів інвентарного парку УЗ, а також власності українських підприємств і організацій;
- система обліку передачі вагонів, контейнерів і вантажів через кордони України і взаєморозрахунків за використання вагонів та контейнерів інших держав;
- складання графіка руху поїздів і плану формування вантажних перевезень;
- система «Кадри» УЗ;
- банк нормативно-довідкової інформації.

Підприємство бере участь у роботах зі створення та розвитку
- Єдиної автоматизованої системи управління вантажними перевезеннями,
- автоматизованої системи управління майновими ресурсами УЗ,
- автоматизованої системи управління матеріальнотехнічним забезпеченням.

ГІОЦ УЗ надає клієнтам залізничного транспорту, всім громадянам України такі послуги:
- надання інформації про проходження вагонів і контейнерів з вантажами залізницями України і СНД;
- розрахунок провізних платежів за вантажні перевезення залізницями України;
- інформаційні послуги власникам вантажних вагонів;
- розрахунок маршруту проходження вагонів залізницями;
- послуги електронного цифрового підпису;
- технічне обслуговування і ремонт комп’ютерів.

У липні 2012 запрацював Єдиний Центр обробки даних Укрзалізниці і почалася промислова експлуатація Єдиної автоматизованої системи керування вантажними перевезеннями Укрзалізниці.

## Начальники
- з грудня 1993 — Подлєсних Геннадій Івановиич
- з травня 2000 — Мурзін Володимир Святославович
- з жовтня 2020 - Шварц Олег Петрович